# Blinde Vinken
Blinde Vinken is een televisieprogramma op de Belgische tv-zender Canvas, bedacht door Johan Terryn. Het programma wordt sinds 1999 uitgezonden.
In het programma zitten 4 tafelgenoten tijdens het eten aan een tafel, alwaar ze de actualiteit bespreken. Alle 4 moeten ze een onderwerp aanbrengen zonder dat het opvalt. Wie de onderwerpen van de andere tafelgenoten raadt, is de winnaar. Spelers waren hoofdzakelijk Patrick De Witte, Wim Opbrouck, Barbara Sarafian, Peter Van den Eede, Koen Van Impe en Karlijn Sileghem.